# ディートリヒ・フォン・ザウケン
フリードリヒ・ヴィルヘルム・エードゥアルト・カージミール・ディートリヒ・フォン・ザウケン（ドイツ語: Friedrich Wilhelm Eduard Kasimir Dietrich von Saucken、1892年5月16日 - 1980年9月27日）は、ドイツの軍人。最終階級は装甲兵大将。第二次世界大戦では第4装甲師団司令官や第3装甲軍団司令官を歴任したが、1945年5月に赤軍に降伏し、以降10年間はソビエト連邦での捕虜生活を余儀なくされた。
ザウケンはドイツ軍人最後の柏葉・剣・ダイヤモンド付騎士鉄十字章受章者である。

## 経歴

### 前半生

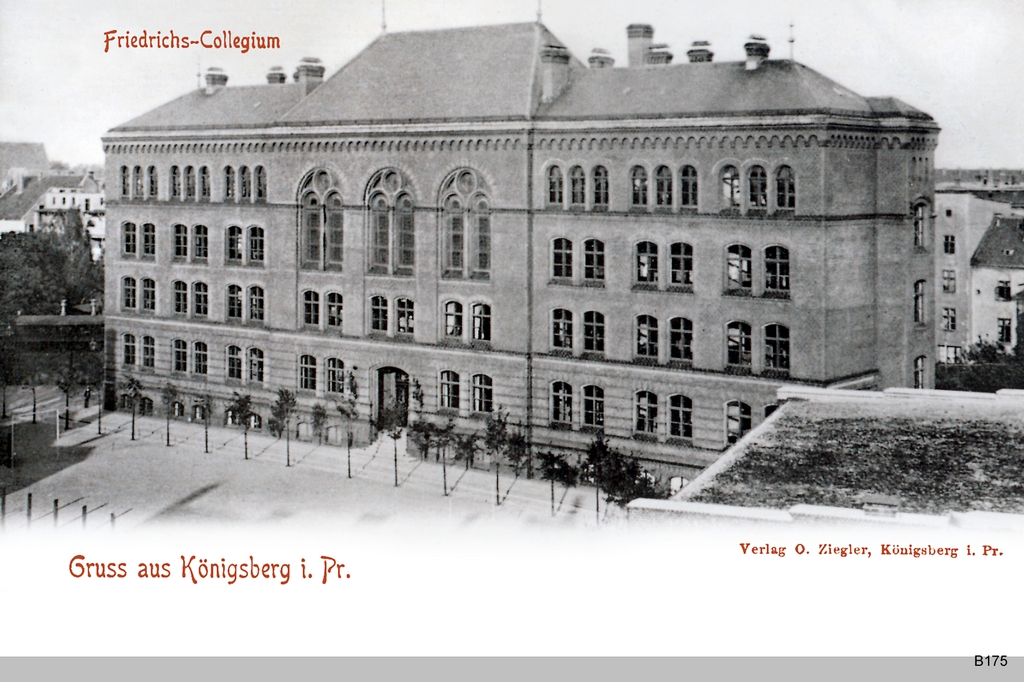
コレーギウム・フリデリツィアーヌム

ディートリヒ・フォン・ザウケンは1892年5月16日に、ドイツ帝国東プロイセンのフィッシュハウゼン（現ロシア連邦カリーニングラード州プリモルスク）で生まれた。父のヴィルヘルム・エードゥアルト・エーリヒ・フォン・ザウケンは郡（Landkreis）の郡長を務めていた人物である。ディートリヒはケーニヒスベルクの有名な中等教育機関であるコレーギウム・フリデリツィアーヌムに入学し、1910年に特別進学を以て進学資格を獲得して卒業した。在学中、彼は母のベルタ・ヴェストファールやフリデリツィアーヌム院長のゲオルク・エレントによる支援を受けながら、芸術分野での才能を発揮した。芸術家になりたいという野望を抱いていた彼は、表現派の芸術家が集うニッデン芸術共同体を目指してしばしばニッデン（現リトアニア共和国クライペダ郡ニダ）を訪れている。
コレーギウム・フリデリツィアーヌム卒業後の1910年10月1日にプロイセン王国陸軍へ士官候補として入隊した。入隊後はケーニヒスベルクを拠点としていた第1師団の第3（第2東プロイセン）擲弾兵連隊「ケーニヒ・フリードリヒ・ヴィルヘルム1世」に配属されている。1912年6月19日に少尉へ昇進。

### 第一次世界大戦と戦間期
1914年に第一次世界大戦が勃発すると、第1師団は東部戦線に赴いた。ザウケンは師団とともにシュタルペーネン、グンビンネン、タンネンベルクなどで戦い、1914年10月に二級鉄十字章1914年章を受章した。
さらにザウケンはヴェルダンに赴き、1917年9月にはカルパティア山脈で戦った。その最中、1916年5月に一級鉄十字章1914年章を受章。1918年、西部戦線における春季攻勢や百日攻勢に参戦し、プロイセン王国のホーエンツォレルン家騎士十字勲章やオーストリア＝ハンガリー帝国の武功十字章を受章している。同年彼は、フィンランド内戦（1918年1月27日 - 5月15日）で共に戦ったリューディガー・フォン・デア・ゴルツ将軍の下、バルト海師団に加わった。
第一次世界大戦後、ザウケンはドイツ義勇軍の東部国境警備部隊や暫定的な国軍に志願した。1921年、ヴァイマル共和国軍に入隊。1927年からはソビエト連邦で特務に当たり、その際にロシア語を学んでいる。1934年に少佐へ昇進し、ハノーファー軍学校の教官に就いた。1939年6月1日には大佐への昇進を果たした。

### 第二次世界大戦
1939年に第二次世界大戦が勃発すると、ザウケンは第4装甲師団の自動車化旅団を率いてフランス侵攻やバルカン戦線 (第二次世界大戦)、バルバロッサ作戦などに参戦した。モスクワの戦いでは師団長を務め、1942年1月1日に少将へ昇進した。しかし、翌日ヴォルホフ付近で重傷を負ったため前線を離脱、第4装甲師団長職を前任のヴィリバルト・フォン・ランゲルマン・ウント・エレンカンプに譲った。その5日後には騎士鉄十字章を受章している。数か月の療養を経て回復したが、しばらくは機動部隊育成のための軍学校で教鞭を執るなど後方での活動に従事した。1943年4月1日に中将へ昇進し、その年の6月に前線への復帰を果たした。第4装甲師団長に再任した彼はクルスクの戦いに参戦している。
1944年1月に柏葉・剣付騎士鉄十字章を受章。5月下旬、ザウケンは第3装甲軍団の司令官に就任した。6月から7月にかけて彼はフォン・ザウケン戦闘団を組織したが、これはソ連のバグラチオン作戦によって壊滅した中央軍集団の残党勢力によって構成されていた。中心を担ったのは第5装甲師団、第170歩兵師団、第505重戦車大隊であり、この戦闘団は後に第39装甲軍団として再編されている。ソ連によるミンスク攻勢が発動されると、この戦闘団は一時的にベレジナ川を渡河する退却路を確立し、ドイツ兵の撤退を支援した。
1944年9月下旬からはグロースドイッチュラント装甲軍団の指揮を執るようになり、10月中旬に第39装甲軍団の司令官をカール・デッカーと交代した。グロースドイッチュラント装甲軍団は組織されてまだ間もなかったため、ソ連によるヴィスワ＝オーデル攻勢が開始されると、それを食い止めるために軍団は二分された。陸軍総司令部参謀本部総長のハインツ・グデーリアンによってザウケンは待機司令官へ配置替えとなったため、1945年2月に装甲軍団司令官は彼からゲオルク・ヤウアーに交代した。
一か月後、ザウケンはプロイセンで第2軍の司令官に就任し、ドイツ兵の東プロイセンからの撤退を支援した。4月、彼の軍は東プロイセン軍へ改称した。5月8日、彼は柏葉・剣・ダイヤモンド付騎士鉄十字章の27人目、最後の受章者となった。ザウケンを脱出させるための飛行機は手配されていたが、彼はこれを断って軍に留まり赤軍に降伏した。5月10日のことである。

### 戦後

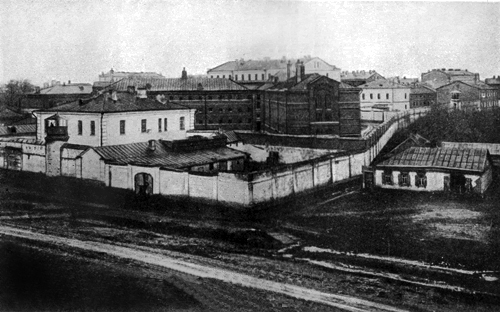
オリョール刑務所

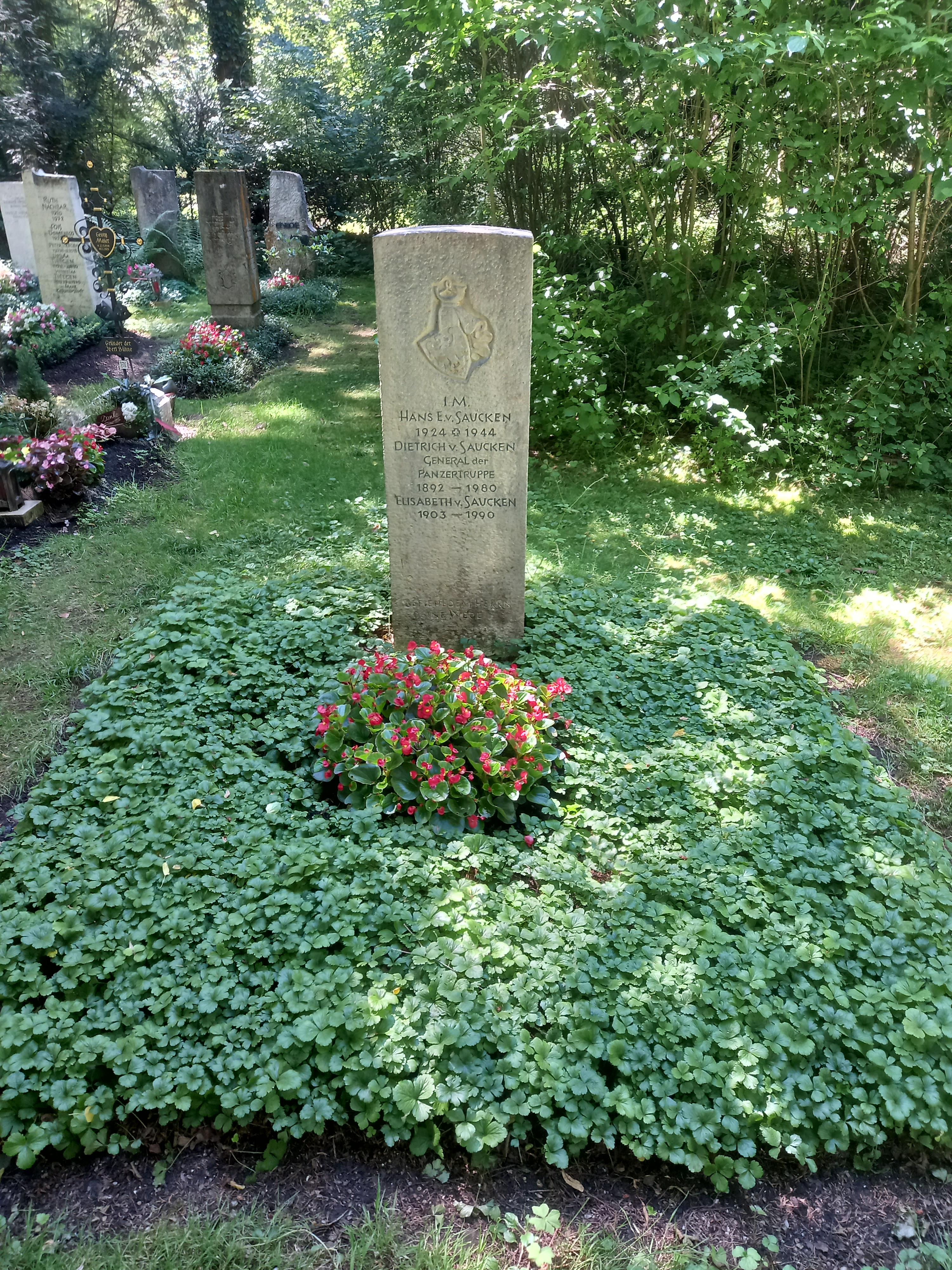
ミュンヘンのソルンの森墓地にあるザウケンと妻エリザベートの墓

ヘル半島で赤軍に降伏し、ザウケンはソ連の捕虜となった。ルビャンカでの拘留やオリョール刑務所への投獄を経て、1949年にタイシェトの収容所へ移送されている。1955年に釈放されたが、独房への投獄や強制労働、虚偽の自白を拒んだことによる拷問など非人道的な捕虜生活の結果、彼は残りの生涯を車いすで過ごさなければならない程の重傷を負っていた。彼は西ドイツ・ミュンヘン近くのプラッハ・イム・イーザルタールに移り、その地で1980年に死去した。

## 人物
ザウケンは長剣とモノクルをいつものように身に付けていた騎兵将校であり、ナチスによる褐色の衆愚政治を軽蔑する典型的なプロイセンの保守的貴族と見なされていた。第2軍司令官に任命された1945年3月12日、アドルフ・ヒトラーのいる司令部へ出向いた彼は、左手を何の気なしに騎兵刀へ添え、モノクルをはめ、軽く会釈をするという、一度に3回もの不敬を働いた。また、彼はナチ式敬礼も「ハイル・ヒトラー」の発声も行わなかった。7月20日事件以降、陸軍でもヒトラーへの忠誠が徹底された中にあっても、彼は剣もモノクルも外すことなくヒトラーと接している。
ある時ヒトラーはザウケンに対し、ダンツィヒ＝ヴェストプロイセン帝国大管区指導者だったアルベルト・フォルスターの指揮下に入るよう命じた。ザウケンはヒトラーを見つめ返し、マップテーブルの大理石製の天板に手を添えながら「私に大管区指導者の命令下に身を置くなどといった意思はありませんよ、ヒトラーさん。」と言い放った。彼はヒトラーの命令をぶっきらぼうに断った挙句、彼のことを「我が総統」とは呼ばなかった。
ザウケンの発言に対して、ヒトラーは怒るどころか弱音を吐くように「分かった、ザウケン。自由にしていい。」とだけ返している。結局ヒトラーは握手することなく将軍を下げ、ザウケンは僅かに頭を下げて部屋を出て行った。
しかし、ハインツ・リンゲは著書『総統の足跡』の中で、この逸話に異議を唱え、フォン・ザウケンは忠実な指揮官であり、このような行動は彼らしくないと見なしている。（彼は5月8日に柏葉、剣、ダイヤモンドの騎士十字章を受章している）。さらに、彼がヒトラーに「総統閣下」と話しかけず、机の上に手を置いたという事実は、まったく信じられないとリンゲは述べている。

## 叙勲
- 鉄十字章
  - 二級鉄十字章1914年章（1914年10月19日）[6]
  - 一級鉄十字章1914年章（1916年5月23日）[6]
- ホーエンツォレルン家勲章
  - 剣付ホーエンツォレルン家騎士十字勲章[7]
- オーストリア＝ハンガリー帝国武功十字章（英語版）
  - 三等武功十字章[7]
- バイエルン王国武功十字章（英語版）
  - 三等武功十字章[7]
- 戦車突撃章
  - 戦車突撃章銀章[7]
- 国防軍勤続章
  - 四等国防軍勤続章
  - 三等国防軍勤続章
  - 二等国防軍勤続章
  - 一等国防軍勤続章
- 名誉十字章
  - 剣付前線戦士名誉十字章（1934年）
- 1941年/1942年東部戦線冬季戦記章（1942年）
- 戦功十字章[7]
  - 二級剣付戦功十字章
  - 一級剣付戦功十字章
- 戦傷章[7]
  - 戦傷章1918年章金章
  - 戦傷章1939年章金章
- 鉄十字章略章
  - 二級鉄十字章略章（1939年9月13日）[6]
  - 一級鉄十字章略章（1939年10月3日）[6]
- 騎士鉄十字章
  - 騎士鉄十字章（1942年1月6日、第4装甲師団指揮官の少将として）[8][9][10]
  - 柏葉付騎士鉄十字章（1943年8月22日、第4装甲師団司令官の中将として、第281号）[8][11][12]
  - 柏葉・剣付騎士鉄十字章（1944年1月31日、第4装甲師団司令官の中将として、第46号）[8][13][14]
  - 柏葉・剣・ダイヤモンド付騎士鉄十字章（1945年5月8日、東プロイセン軍最高司令官の装甲兵大将として、第27号）[8][15][16]

### 昇進履歴
| プロイセン王国陸軍 |            |
| ------------------ | ---------- |
| 1910年10月1日:     | 士官候補   |
| 1911年8月18日:     | 士官候補生 |
| 1912年6月19日:     | 少尉       |
| 1917年8月18日:     | 中尉       |
| ヴァイマル共和国軍 |            |
| 1925年4月1日:      | 騎兵大尉   |
| ドイツ国防軍       |            |
| 1934年4月1日:      | 少佐       |
| 1936年10月1日:     | 中佐       |
| 1939年6月1日:      | 大佐       |
| 1942年1月1日:      | 少将       |
| 1943年4月1日:      | 中将       |
| 1944年8月1日:      | 装甲兵大将 |